# Konsta Lindqvist
Konstantin (Konsta) Lindqvist, född 26 december 1877 i Kymmene, död 31 augusti 1920 i Petrograd, var en finländsk politiker.
Lindqvist, som var lokförare, blev ledamot av Finlands lantdag som ersättare för en socialdemokratisk partikollega som avgått av hälsoskäl. Han var ordförande för lokförarförbundet 1917–1918. Vid utbrottet av finska inbördeskriget 1918 blev han medlem av folkkommissariatet med ansvar för trafikfrågor. Han flydde tillsammans med de övriga röda ledarna till Petrograd, där han drygt två år senare hörde till dem som dödades vid massakern på Kuusinenklubben.

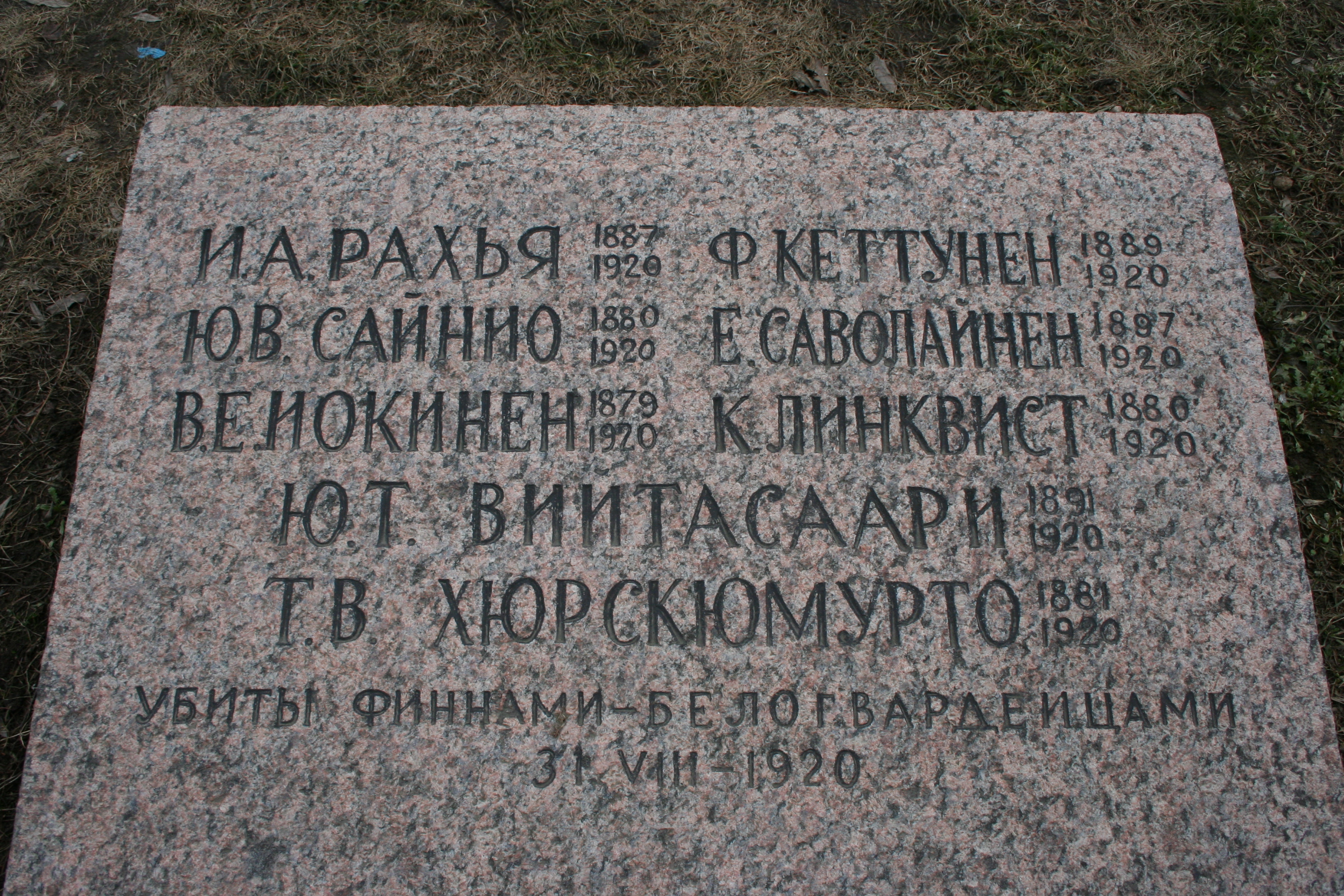
Gravsten för offren från Kuusinenklubben på Marsfältet i Sankt Petersburg.